# Ōta (Gunma)
Ōta (Japonês: 太田市 -shi) é uma cidade japonesa localizada na província de Gunma, é a sede da empresa subaru.
Em 28 de Março de 2005 a cidade tinha uma população estimada em 217 038 habitantes e uma densidade populacional de 1,229,75 h/km². Tem uma área total de 176,49 km².
Recebeu o estatuto de cidade a 31 de Maio de 1948.

## Escolas brasileiras
- Escola Paralelo
- Cólegio Pitágoras

## Cidades-irmãs
- Burbank, EUA
- Lafayette, EUA
- West Lafayette, EUA
- Yingkou, China